# Jevgenia Manjoekova
Jevgenia Aleksandrovna Manjoekova (Russisch: Евгения Александровна Манюко́ва) (Moskou, 17 mei 1968) is een voormalig professioneel tennisspeelster uit Rusland. Zij legde zich hoofdzakelijk toe op het dubbelspel en bereikte in die discipline de top-twintig van de wereldranglijst.

## Loopbaan

### Enkelspel
Manjoekova speelde in de periode 1986–1989 voornamelijk ITF-toernooien. Ze won drie keer de titel: Sofia (Bulgarije) in 1987, Subiaco (Italië) in 1989, Rheda-Wiedenbrück (Duitsland) in 1989. Op het WTA-circuit debuteerde ze in oktober 1990, tijdens het WTA-toernooi van Moskou. Ze slaagde er niet in om een WTA-finaleplaats te veroveren. Wel stond ze twee keer in de halve finale van het WTA-toernooi van Linz, in 1992 en 1994. Haar beste resultaat op de grandslamtoernooien is het bereiken van de tweede ronde. In 1992 kwam ze voor het Gemenebest van Onafhankelijke Staten uit op de Olympische spelen van 1992 in Barcelona – ze bereikte de derde ronde, waarin ze werd verslagen door de Belgische Sabine Appelmans. Haar hoogste positie op de WTA-ranglijst is de 66e plaats, die ze bereikte in juni 1992.

### Dubbelspel
Manjoekova bereikte in het dubbelspel betere resultaten dan in het enkelspel. Ze won twintig ITF-titels en wist viermaal een WTA-toernooi te winnen. Daarnaast stond ze viermaal in een WTA-finale.
Bij het vrouwendubbelspel is haar beste resultaat op de grandslamtoernooien het bereiken van de kwartfinale (vier keer). Haar hoogste positie op de WTA-ranglijst is de 18e plaats, die ze bereikte in november 1994.
In het gemengd dubbelspel won ze samen met landgenoot Andrej Olchovski de titel van Roland Garros in 1993.

## Posities op deWTA-ranglijst dubbelspel
Positie per einde seizoen:
| jaar | rang |  | jaar | rang |
| ---- | ---- |  | ---- | ---- |
| 1996 | 76   |  | 1991 | 168  |
| 1995 | 47   |  | 1990 | 70   |
| 1994 | 18   |  | 1989 | 141  |
| 1993 | 42   |  | 1988 | 230  |
| 1992 | 202  |  | 1987 | 159  |

## Palmares
| Legenda                | Legenda                  |
| ---------------------- | ------------------------ |
| Grandslamtoernooi      |                          |
| Olympische Spelen      |                          |
| Year-End Championships |                          |
| tot 2009               | 2009 – 2020 / vanaf 2021 |
| Tier I                 | Premier Mandatory        |
| Tier II                | Premier Five / WTA 1000  |
| Tier III               | Premier / WTA 500        |
| Tier IV & V            | International / WTA 250  |
|                        | Challenger / WTA 125     |

### WTA-finaleplaatsen dubbelspel
| nr.                                 | datum      | toernooi      | ondergrond | partner            | tegenstandsters                      | score         |
| ----------------------------------- | ---------- | ------------- | ---------- | ------------------ | ------------------------------------ | ------------- |
| gewonnen finales vrouwendubbelspel  |            |               |            |                    |                                      |               |
| 1.                                  | 1990-05-06 | WTA Tarente   | gravel     | Olena Brjoechovets | Silvia Farina Rita Grande            | 7-64, 6-1     |
| 2.                                  | 1993-02-28 | WTA Linz      | tapijt (i) | Leila Meschi       | Conchita Martínez Judith Wiesner     | walk-over     |
| 3.                                  | 1994-02-07 | WTA Linz      | tapijt (i) | Leila Meschi       | Åsa Svensson Caroline Schneider      | 6-2, 6-2      |
| 4.                                  | 1994-09-24 | WTA Moskou    | tapijt (i) | Jelena Makarova    | Laura Golarsa Caroline Vis           | 7-6, 6-4      |
| verloren finales vrouwendubbelspel  |            |               |            |                    |                                      |               |
| 1.                                  | 1990-10-07 | WTA Moskou    | tapijt (i) | Olena Brjoechovets | Gretchen Magers Robin White          | 2-6, 4-6      |
| 2.                                  | 1993-03-28 | WTA Houston   | gravel     | Radomira Zrubáková | Katrina Adams Manon Bollegraf        | 3-6, 7-5, 6-7 |
| 3.                                  | 1994-05-01 | WTA Hamburg   | gravel     | Leila Meschi       | Jana Novotná Arantxa Sánchez Vicario | 3-6, 2-6      |
| 4.                                  | 1994-10-24 | WTA Essen     | tapijt (i) | Leila Meschi       | Maria Lindström Maria Strandlund     | 2-6, 1-6      |
| gewonnen finales gemengd dubbelspel |            |               |            |                    |                                      |               |
| 1.                                  | 1993-06-06 | Roland Garros | gravel     | Andrej Olchovski   | Elna Reinach Danie Visser            | 6-2, 4-6, 6-4 |

## Resultaten grandslamtoernooien
| Legenda | Legenda                          |
| ------- | -------------------------------- |
| g.t.    | geen toernooi gehouden           |
| l.c.    | lagere categorie                 |
| –       | niet deelgenomen                 |
| G       | uitgeschakeld in de groepsfase   |
| 1R      | uitgeschakeld in de eerste ronde |
| 2R      | uitgeschakeld in de tweede ronde |
| 3R      | uitgeschakeld in de derde ronde  |
| 4R      | uitgeschakeld in de vierde ronde |
| KF      | uitgeschakeld in de kwartfinale  |
| HF      | uitgeschakeld in de halve finale |
| F       | de finale verloren               |
| W       | het toernooi gewonnen            |
| w-v     | winst/verlies-balans             |

### Enkelspel
| Toernooi        | 1991 | 1992 | 1993 | 1994 | 1995 |
| --------------- | ---- | ---- | ---- | ---- | ---- |
| Australian Open | –    | 1R   | 1R   | –    | 2R   |
| Roland Garros   | –    | 1R   | –    | 1R   | –    |
| Wimbledon       | –    | 1R   | –    | 1R   | –    |
| US Open         | 1R   | 1R   | –    | 2R   | –    |

### Vrouwendubbelspel
| Toernooi        | 1989 | 1990 | 1991 | 1992 | 1993 | 1994 | 1995 | 1996 |
| --------------- | ---- | ---- | ---- | ---- | ---- | ---- | ---- | ---- |
| Australian Open | –    | –    | 1R   | 1R   | –    | 3R   | KF   | KF   |
| Roland Garros   | 1R   | –    | 2R   | –    | 3R   | KF   | KF   | 2R   |
| Wimbledon       | –    | 1R   | 1R   | –    | 2R   | 2R   | 1R   | –    |
| US Open         | –    | 1R   | 1R   | –    | 2R   | 2R   | 2R   | –    |

### Gemengd dubbelspel
| Toernooi        | 1993 | 1994 | 1995 | 1996 |
| --------------- | ---- | ---- | ---- | ---- |
| Australian Open | –    | 2R   | –    | –    |
| Roland Garros   | W    | –    | KF   | 1R   |
| Wimbledon       | 2R   | –    | 1R   | –    |
| US Open         | 1R   | –    | 1R   | –    |